# Chalciporus phlebopoides
Chalciporus phlebopoides är en svampart som först beskrevs av Heinem. & Rammeloo, och fick sitt nu gällande namn av Klofac & Krisai 2006. Chalciporus phlebopoides ingår i släktet Chalciporus och familjen Boletaceae.   Inga underarter finns listade i Catalogue of Life.